# فيرا زاسوليتش
ولدت فيرا زاسوليتش (Вера Ивановна Засулич ) من أسره فقيره في روسيا عام 1849.مات والدها وهى في سن الثالثة ولم تستطع أمها اعالتها فأرسلتها إلى أحد أقاربها الأغنياء في بالاكوفو.انهت زاسوليتش دراستها انتقلت لتعيش في سانت بطرسبرغ وعملت هناك ككاتبه و انخرطت في العمل السياسى الراديكالى بجانب سيرجى نتشاييف وميخائيل باكونين حيث تلقت تعليمها الثورى على يد سيرجى نتشاييف .بسبب تطورها الفكرى ونبوغها وعلاقتها الجيده بالدائرة الثوريه التي كانت تحيط بها
تعرف عليها ليف (Deich).
انضمت زاسوليتش لحركة النسيج لتثقيف العمال وقامت بالتدريس في فصول مسائيه عام 1876 لمحو أمية العمال ثم بعد ذلك عملت في مطبعه غير قانونيه
علمت في أحد الأيام أن رفيقتها تاتيانا ليبيديفا كانت شاهده على حادثة ضرب رهيبه داخل سجن عمومى في سان بطرسبرغ حيث ضرب الحاكم العام لسان بطرسبرغ ويدعى ديمترى تريبوف مسجون يدعى أليكس بوجليبوف (Bogoliubov ). بحلول صيف 1877 كانت الأمور داخل سجن سان بطرسبرغ ساخنه للغايه وقام الحاكم العام لسان بطرسبرغ بتفقد السجن وهو ينظر للمساجين في باحة السجن بازدراء هب هرج ومرج في صفوف سجن النساء المسجون فيه تاتيانا ليبيديفا بسبب تردى الأوضاع الصحية داخل السجن فقام الحراس بحملة قمع وحشيه اتجاه النساء حيث ذكر كاثى كارتر في كتابه آباء وبنات المرأة الروسية أنه قد تم سحب العديد من النساء بالخروج من زنزاناتهم بواسطة شعرهم و جلدهم.
عندما سمعت زاسوليتش الأخبار ذهبت إلى السجن المحلي و عزمت على اغتيال ديمترى تريبوف وذكرت في وقت لاحق إنها ذهبت إلى مكتب Trepov مع مسدس مخبأة تحت عباءة لها وأطلقت عليه الرصاص في محاوله فاشله فتم القبض عليها وتم توجيه اليها تهمة الشروع في القتل ولكن المحكمة برأتها بعد قيام الدفاع بتوجيه أدله على انتهاكات الشرطة داخل السجن العمومى لكن الشرطة بعد خروجها من المحكمة حاولت أن تعتقلها مجددا لكن الجماهير التفت حولها وهربت فأصبحت بطله مشهوره منذ ذلك الحين .
اضطر فيرا زاسوليتش إلى الاختباء لكنها ظلت نشطة في السياسة وانضم إلى المجموعة إعادة تقسيم أسود كما قبل هذا الوقت كانت قد رفضت استخدام العنف للحصول على نظام ديمقراطي . كان زاسوليتش مؤيد قوي ل جورج بليخانوف . زاسوليتش، مثل بليخانوف، وكان ينتقد بشدة الحملة الإرهابية التي تنفذها ارادة الشعب .
في عام 1883 انضم زاسوليتش مع جورج بليخانوف و أكسلرود بول لتشكيل تحرير العمل، وأول جماعة ماركسية الروسية . وفي وقت لاحق انتقلت إلى سويسرا حيث أصبحت ناشطة في حزب العمل الاشتراكي الديمقراطي ( SDLP ) وعمل في هيئة تحرير اسكرا .
أصبح زاسوليتش المعروفة للعمل الدعاية لها بين العمال الصناعيين . في مقال في العدل في عام 1897 وقالت انها جادل : «إن حركة العمل الروسي هو أصغر و أضعف في أوروبا قبل عام فقط، وكان نفى وجودها، إلا أن الحكومة الروسية، و الصحافة الروسية كلها، وجميع المجتمع الروسي . لم يكن سوى حفنة من الاشتراكيين الديمقراطيين الذين عملوا بصبر لتحرير هذه الحركة، منذ فترة طويلة ولدت، من الملابس في التقميط . و، لو! في الوقت الراهن الحكومة الألمانية لا يكاد يكون أكثر خوفا من حزب كبير الألماني الاشتراكي الديمقراطي من هي الحكومة الروسية من حركة الشباب لدينا . وفي إشاعة الأول من الإضراب الماضي، خلال بداية شهر يناير، و التي أثرت على أكثر من 5,000 القطن المغازل و النساجين، وكانت تسمى مجالس الوزراء الاستثنائي، وجلس لعدة أيام، وهي ليست من السهل القول ما قرر هؤلاء اجتماعات مجلس الوزراء» .
في المؤتمر الثاني لحزب العمال الاشتراكي الديمقراطي في لندن في عام 1903 ، كان هناك نزاع بين لينين و مارتوف جول، وهما من قادة SDLP لل . جادل لينين لل حزب صغير من الثوريين المحترفين مع هامش كبير من المتعاطفين مع الحزب و غير المؤيدين. اختلف مارتوف الاعتقاد أنه من الأفضل أن يكون طرفا كبير من الناشطين .
جول مارتوف بناء أفكاره على الأحزاب الاشتراكية التي كانت موجودة في بلدان أوروبية أخرى مثل حزب العمال البريطاني . جادل لينين بأن الوضع كان مختلفا في روسيا لأنه كان غير قانوني لتشكيل الأحزاب السياسية الاشتراكية في ظل حكومة القيصر الاستبدادية . في نهاية المناقشة فاز مارتوف التصويت 28-23 . كان لينين على استعداد لقبول نتيجة وشكلت الفصائل المعروفة باسم البلاشفة . أولئك الذين ظلوا اوفياء ل مارتوف أصبح يعرف باسم المناشفة .
انضم غريغوري زينوفييف، أناتولي وناشارسكي، جوزيف ستالين، ميخائيل Lashevich ، ناديجدا كروبسكايا، ميخائيل فرونز، أليكسي ريكوف، ياكوف سفيردلوف، كامينيف، مكسيم ليتفينوف، فلاديمير أنتونوف، فيليكس دزيرجينسكي، غريغوري أوردجونيكيدزه والكسندر بوغدانوف البلاشفة . في حين زاسوليتش، جورج بليخانوف، بافل أكسلرود، ليون تروتسكي ، ليف Deich ، فلاديمير أنتونوف - Ovseenko ، إيراكلي تسيريتيلي، مويزي اوريتسكي، نوي Zhordania و فيدور دان يدعمها جول مارتوف .
عادت إلى روسيا خلال ثورة 1905 ولكن بعد فشلها توقفت عن أن تكون نشطة في السياسة . خلال الحرب العالمية الأولى زاسوليتش دعم المجهود الحربي و عارضت الثورة البلشفية .
توفي فيرا زاسوليتش في عام 1919 .

## روابط خارجية
- فيرا زاسوليتش على موقع الموسوعة البريطانية (الإنجليزية)